# Eigirdžiai
Eigirždiai est une ville de l'apskritis de Telšiai, en Lituanie. Selon le recensement de 2011, la ville compte 630 habitants.